# Victor Zambito
Victor Zambito (?, ca. 1926 — Rio de Janeiro, 26 de fevereiro de 2006) foi um ator e cantor brasileiro. Foi cantor da Companhia Gomes Leal e atuou em filmes nacionais nas décadas de 1970 e 1980.
Foi casado por 38 anos com a também atriz e comediante Zezé Macedo, de quem enviuvou em 1999.
Em 15 de fevereiro de 2006, foi internado no centro de terapia intensiva do Hospital Cardiotrauma de Ipanema, com um quadro grave de pneumonia e hemorragia digestiva. Após onze dias de internamento, Zambito faleceu de parada cardíaca, aos 80 anos. Seu corpo foi sepultado no Cemitério do Caju.

## Filmografia
- O Rei do Rio (1985)
- Sexo de Qualquer Maneira (1984)
- Sexo em Fúria (1984)
- Sexo e Sangue (1979)
- Fuga para o Sexo (1978)
- Pra Ficar Nua, Cachê Dobrado (1977)
- Sete Mulheres para um Homem Só (1976)
- Com as Calças na Mão (1975)
- O Monstro de Santa Teresa (1975)
- A Estrela Sobe (1974)
- Onanias, o Poderoso Machão (1974)
- Salve-se Quem Puder - Rally da Juventude (1973)
- A Filha de Madame Betina (1973)